# بوجيو (آن)
بوجيو (بالفرنسية: Pugieu)‏ هي بلدية فرنسية تقع في إقليم الآن في فرنسا. رمز إنسي لها هو:1316. أما الرمز البريدي لها فهو: 1510.